# Antivitamín
Antivitamin je označení pro chemickou látku, která narušuje funkci vitamínu nebo jeho vstřebávání do těla. 
Mechanismy působení antivitaminů se liší. Jde například o látky, které vitaminy štěpí na neúčinné látky nebo které s nimi tvoří organismem nevyužitelné komplexy. Příkladem je protein avidin, který se vyskytuje ve vaječném bílku a který se naváže na biotin neboli vitamin B7. 